# Школа № 1282
Государственное бюджетное образовательное учреждение города Москвы «Школа № 1282 «Сокольники» (ГБОУ Школа № 1282) — государственное образовательное учреждение Восточного административного округа Департамента образования и науки города Москвы.

## История школы
В Сокольниках, напротив известной пожарной каланчи XIX века, расположена школа № 1282.
В 1949 году, приказом Московского городского отдела народного образования решено открыть мужскую среднюю специальную школу с преподаванием ряда предметов на английском языке. Школе было присвоено имя «Средняя специальная школа "№ 1"».
Инициатором создания школы выступил Андрей Януарьевич Вышинский, руководитель Комитета информации (КИ), объединявшим тогда МИД и разведку.
Весной 1949 года в порядке эксперимента в Москве и Ленинграде были открыты по одной средней школе с углубленным изучением английского языка.
Первым директором стал Дмитрий Николаевич Таптыков, выпускник физического факультета МГУ и Высшей дипломатической школы МИДа. Он проявил себя выдающимся организатором. Первых учителей Таптыков набрал из педагогов, имевших опыт работы в школах при советских посольствах за рубежом. Будущих учеников со 2-го по 6-й класс отбирали из отличников со всей Москвы. В их число попали как дети высокопоставленных чиновников (сыновья членов Политбюро Маленкова, министра финансов Дымшица и первого замминистра иностранных дел Малика, генерала разведки Судоплатова и партизанского генерала Вершигоры), так и мальчишки из простых семей. В школе удалось создать доброжелательную обстановку состязательности — художественной, спортивной и учебной. Уважение к учителю было безграничным как со стороны учеников, так и всех родителей вне зависимости от их чинов и званий. Несмотря на языковое углубление (ежедневные уроки в группах и преподавание географии, литературы, анатомии на английском), остальные науки изучались также серьезно. Но главное — ребят учили учиться, думать и нести ответственность за себя и за результаты своей учёбы.
Первый выпуск состоялся в 1954 году.
В настоящий момент в состав образовательного комплекса входят: бывшая школа № 1 (ул. Барболина д.1), школа 364 (ул. Старослободская д.8) и 3 детских садика (дошкольные отделения на основе д/с 1205, 1813).
В 1987 году школа получила № 1282.
В 2015 году открыт музей истории школы.

## Директоры
- 1949—1954 Таптыков Дмитрий Николаевич
- 1954—1957 Ермишкин Николай Игнатьевич
- 1958—1972 Шипова Валентина Ивановна
- 1972—1977 Лебедева Надежда Павловна
- 1977—1988 Ашихина Валентина Григорьевна
- 1988—2009 Степина Ирина Васильевна
- 2009—2012 Антонова Галина Ивановна
- 2013—2017 Штеренгарц Евгений Рафаилович
- 2017— по наст. вр. Долматов Василий Николаевич

## Учителя
- Цветкова Валентина Яковлевна (1928—2016) — учитель математики[4].
- Чебурашкин Николай Дмитриевич (1923—1992) — учитель английского языка, автор учебника по техническому переводу[5][6].
- Корчагина Вера Александровна (1913—1980) — педагог-биолог, автор самого известного в СССР школьного учебника по ботанике, выдержавшего 24 издания.

## Известные выпускники
- Барбаумов Виктор Ефимович (р. 1944)— профессор Российской экономической академии им. Плеханова[7]
- Бэлза Святослав Игоревич (1942—2014) — литературовед, музыковед, телеведущий, публицист, критик.
- Васильев Валерий Витальевич (р. 1938) — академик РАН, специалист в области строительной механики и механики твёрдого деформируемого тела.
- Владиславлев Александр Павлович (1936—2017) — доктор технических наук, депутат Государственной Думы III созыва.
- Волошинов Виталий Борисович (1947—2019) — физик, специалист в области акустооптики, заслуженный преподаватель МГУ.
- Давыдов Владимир Михайлович (р. 1943) — член-корреспондент РАН, директор института Латинской Америки РАН.
- Евтихиев Николай Николаевич (р. 1951)— профессор, специалист по теоретический оптике, Лауреат Государственной премии России[8].
- Егошкин Валерий Евгеньевич (р. 1938) — дипломат, посол в Алжире, Югославии, Кении.
- Емельянов Юрий Васильевич (р. 1937) — историк.
- Замараев Кирилл Ильич (1939—1996) — академик АН СССР, РАН, специалист в области физической химии.
- Красовская Татьяна Михайловна (род. 1948) — профессор географического факультета МГУ, один из ведущих специалистов в области природопользования Севера России.
- Ливенцев Николай Николаевич (1937—2016) — профессор, доктор экономических наук[9].
- Никонов Вячеслав Алексеевич (род. 1956) — политолог, профессор, доктор исторических наук.
- Палладин Александр — журналист-международник[1].
- Симонов Алексей Кириллович (род. 1939) — писатель, кинорежиссёр, правозащитник, основатель «Фонда защиты гласности».
- Стёпин Станислав Анатольевич (род. 1966) — профессор мехмата МГУ, лауреат премии им. И. И. Шувалова[10].